# Оронций Финеус
Оро́нций Фине́ус (лат. Orontius Finnæus или Finæus, фр. Oronce Finé; 20 декабря 1494, Бриансон (ныне — в департаменте Верхние Альпы), Франция — 8 августа 1555, Париж) — французский математик и картограф.

## Биография и труды

### Учёная деятельность
Занимаясь в Париже преподаванием математики, Оронций обратил на себя своими преподавательскими способностями общее внимание и притом в такой степени, что в 1532 году для него была учреждена в Королевской коллегии особая кафедра. Как профессор, блеском своего изложения достиг беспримерного успеха. На его лекции стекались все просвещённые люди Парижа: учёные и художники, чиновники и придворные, послы, принцы и даже сам король. Слава его не только как профессора, но и как учёного, распространилась по всей Европе. Высказанный им в письме к королю Франциску I, напечатанном в виде введения к сочинению Protomathesis, взгляд на себя, как на основавшего заново изучение математики во Франции, разделялся большинством его современников. Блестящий профессор и, может быть, даже деятель, действительно оказавший важные услуги делу изучения математических наук во Франции, Оронций был современником португальца Нуниша, итальянца Тартальи и француза Жана Бютео.
Не получив от родных никакого наследства и находясь в течение всей своей жизни в постоянной нужде, от которой не спасали его ни слава, ни даже занимаемая им в Королевской коллегии кафедра, он, в надежде привлечь к себе щедроты знатных меценатов, издавал для посвящения им одни и те же свои сочинения в различных видах: то в отдельном издании, то в форме собрания, то в виде простой перепечатки с изменённым заглавием или в другом формате, то, наконец, в виде переводов на иностранные языки.

### Издания
Из его сочинений большего внимания заслуживают следующие два:
1. Protomathesis (Париж, 1532, в лист), состоящая из: четырёх книг, посвящённых арифметике; двух — геометрии; пяти — космографии и четырёх — гномонике. Первые три из арифметических книг отличаются от современных им учебников того же предмета только более подробным изложением учения о 60-ричных дробях, изображаемых здесь по методу положения, то есть таким же образом, как и десятичные дроби. Четвёртая книга занимается пропорциями, и главное место отведено сложным пропорциям (Regula sex proportionalium quantitatum). В отделе геометрии первая книга занимается изъяснением основных понятий, подготовлением читателя к пониманию Начал Евклида, кругами на шаре и мерами. В ней же содержится таблица синусов, выраженных в 60-х долях радиуса при разности между двумя последовательными углами, равной минуте. Во второй книге обращают на себя внимание статья о землемерных инструментах и вычисление плоских фигур, круга по Архимеду и тел. Здесь же находится изложение найденного автором способа решения задачи квадратуры круга, который он считал совершенно точным и верным, несмотря даже на все возражения. В остальных двух отделах сочинения примечателен авторский способ определения долготы.
2. De rebus mathematicis hactenus desideratis libri quatuor (Париж, 1556), изданное после смерти автора его другом, парижским врачом и астрономом Антуаном Мизо, согласно полученному последним от первого поручению. Предметом четырёх книг этого сочинения были соответственно рассмотрение и решение задач о нахождении двух средних пропорциональных между двумя данными линиями, о выпрямлении круга, о делении окружности на 3, 5, 7, 11 и 13 равных частей и о рассечении шара на два сегмента, объёмы которых находились бы в данном отношении друг к другу. В своих решениях автор пользовался исключительно линейкой и циркулем.

Кроме собственных сочинений, Оронций издавал также и произведения других авторов, из которых можно назвать «Арифметику» Силициуса (1519), новое издание Margarithae Philosophicae Грегора Рейша (1523), главные астрономические сочинения Пурбаха (1525) и его Theoricae novae planetarum.

### Карта мира
Среди наследия Оронция следует отметить составленную им в 1536 году карту мира, ныне хранящуюся в Национальной библиотеке Франции. Пояснения к карте гласят: «Карта мира в форме сердца с изображением Южной Земли. Недавнее и полное описание, Париж, 1536 год. Карта с гравировкой по дереву и акварелью (51 х 57 см в 2 ф. В сборе). BNF, Карты и планы, Рез. Ge DD 2987 (63).»
На карте 1531 года (см. галерею ниже) неоткрытая тогда Антарктида (под названием Австралия, от лат. Terra Australis Incognita — Неведомая Южная земля) изображена в очертаниях без пакового льда. При этом, ориентация материка относительно других континентов — ошибочная. Например, Южная Америка отделена от Антарктиды в районе Земли Королевы Мод. В реальности же, Южная Америка отделена от Антарктиды проливом Дрейка в районе Антарктического полуострова.

Интересно, что, как утверждает преподаватель колледжа Чарльз Хэпгуд, в научный оборот это карта попала лишь в 1960 году благодаря его исследованиям.
- Карта Оронция Финеуса 1531 года с изображением Антарктиды.
- Карта Антарктиды с выделением границы материка без пакового льда.
- Антарктида без ледяного покрова.
- Южная Америка отделена от Антарктиды в районе Антарктического полуострова проливом Дрейка.

## Память
В 1935 году Международный астрономический союз присвоил имя Оронция Финеуса кратеру на видимой стороне Луны.